# فيليب أوقست فريدريش
فيليب أوقست فريدريش (بالإنجليزية: Philipp August Friedrich Mühlenpfordt)‏ (و. 1803 – 1891 م) هو عالم نبات من الإمبراطورية الألمانية . ولد في جوتنجن .
توفي في هانوفر .

## التعليم
تعلم في جامعة غوتنغن